# Eugen Oswald

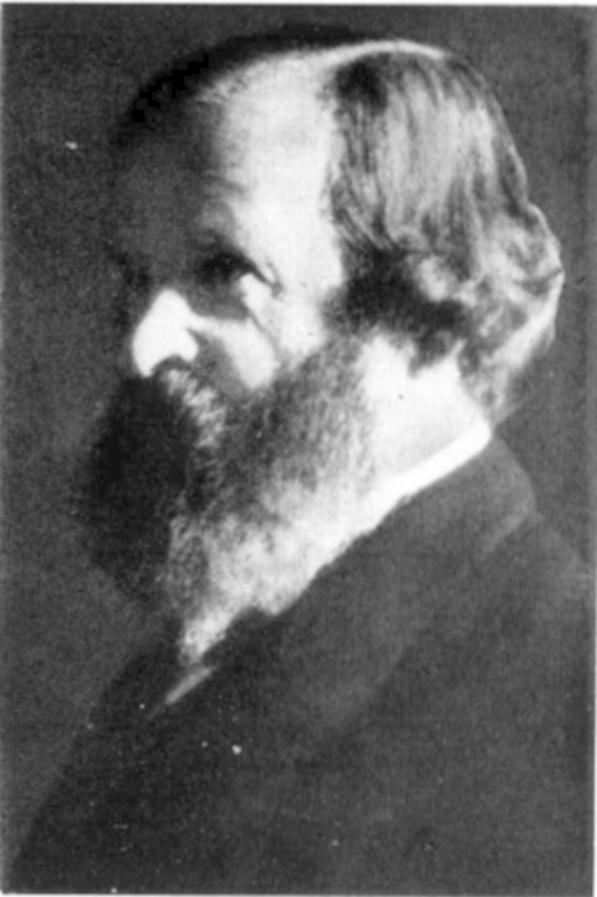
Eugen Oswald. Fotografie von Arthur Edward Praill, London 1909

Eugen Oswald (auch Eugene Oswald) (* 16. Oktober 1826 in Heidelberg; † 16. Oktober 1912 in London) war ein Journalist, Übersetzer und Lehrer. Er war aktiver Teilnehmer der Deutschen Revolution 1848/1849.

## Leben
Eugen Oswald war der Sohn des Universitätsverlegers Carl August Oswald, und von der aus einer Hugenottenfamilie stammenden Carolina Augusta Brédé. Oswald war das jüngste von fünf Kindern. Er besuchte das Kurfürst-Friedrich-Gymnasium, nach bestandem Abitur studierte er Rechtswissenschaft an der Universität Heidelberg. Er war als Notariatspraktikant in Mannheim und als Teilungskommissär im Amtsbezirk Boxberg tätig. Während der Revolution 1848/49 war er als Journalist für die „Mannheimer Abendzeitung“ tätig. In der Badischen Revolution war er Adjutant von Adolph Trützschler in der Reichsverfassungskampagne aktiv. Nach der Niederlage der badischen Erhebung wählte er als Exil Paris. Zusammen mit Edgar Quinet schrieb er für die Monats Revue „La Liberté de penser“. Nachdem Napoleon III. mit dem Staatsstreich vom 2. Dezember 1851 an die Macht gelangte, wurde er in dem Gefängnis von Mazas inhaftiert und verfasste dort seine Schrift „Gefängnisbetrachtungen über Frankreich“. Der Verleger und Redakteur der „Mannheimer Abendzeitung“ Jean Pierre Grohe und Oswald wurden in Abwesenheit wegen Hochverrats am 24. August 1850 vom Hofgericht Mannheim zu vier Jahren Zuchthaus oder zwei Jahren und acht Monaten Einzelhaft verurteilt. Er wurde aus Frankreich ausgewiesen und ging wie viele andere deutsche Revolutionsteilnehmer nach London. Seine erste Anstellung in London erhielt er an der „University College School“. In England nannte er sich ab 1868 „Eugene Oswald“. Seine wesentliche Mitarbeit an der Übersetzung des Buches „Ideen zu einem Versuch die Gränzen der Wirksamkeit eines Staats zu bestimmen“ (The Sphere and Duties of Government) beeinflusste John Stuart Mill in dessen Buch „On Liberty“. 1857 wurde er am „Royal Naval College,“ in Greenwich als Instrukteur angestellt. Oswald lehrte Fremdsprachen am „Working Men’s College“ und war Präsident und Mitgründer der „Carlyle Society“. 1870/71 half er Marx und Engels bei der öffentlichen Verteidigung der Pariser Kommune während des Deutsch-Französischen Kriegs. 1874 promovierte er in Abwesenheit zum Dr. phil. an der Göttinger Universität. Eugen Oswald war auch langjähriger Korrespondent der portugiesischen Tageszeitung „O commércio do Porto“. Oswald war Ritter und Komtur des portugiesischen Christusordens. Seit 1884 war er einer der Mitarbeiter bei Meyers Konversations-Lexikon. 1892 unterrichtete er Prinz Albert, den späteren König George VI, in Deutscher Sprache. 1907 war er an er Übersetzung der Briefe von Queen Victoria beteiligt. Er starb am 16. Oktober 1912 in London.
Oswald war einer der Gründer der „English Goethe Society“ und ein langjähriger Freund und Korrespondenzpartner von Karl Marx und Friedrich Engels.
Eugen Oswald heiratete 1860 Caroline Goodwin. Aus der Ehe gingen vier Kinder hervor. Zwei Söhne, der jüngere Sohn war der Geologe Felix Oswald und zwei Töchter. Die jüngste war Ella Oswald (geb. 1871 oder 1872) und die ältere warLina Oswald (geb. 1863). Beide Töchter waren auch publizistisch tätig.

## Veröffentlichungen

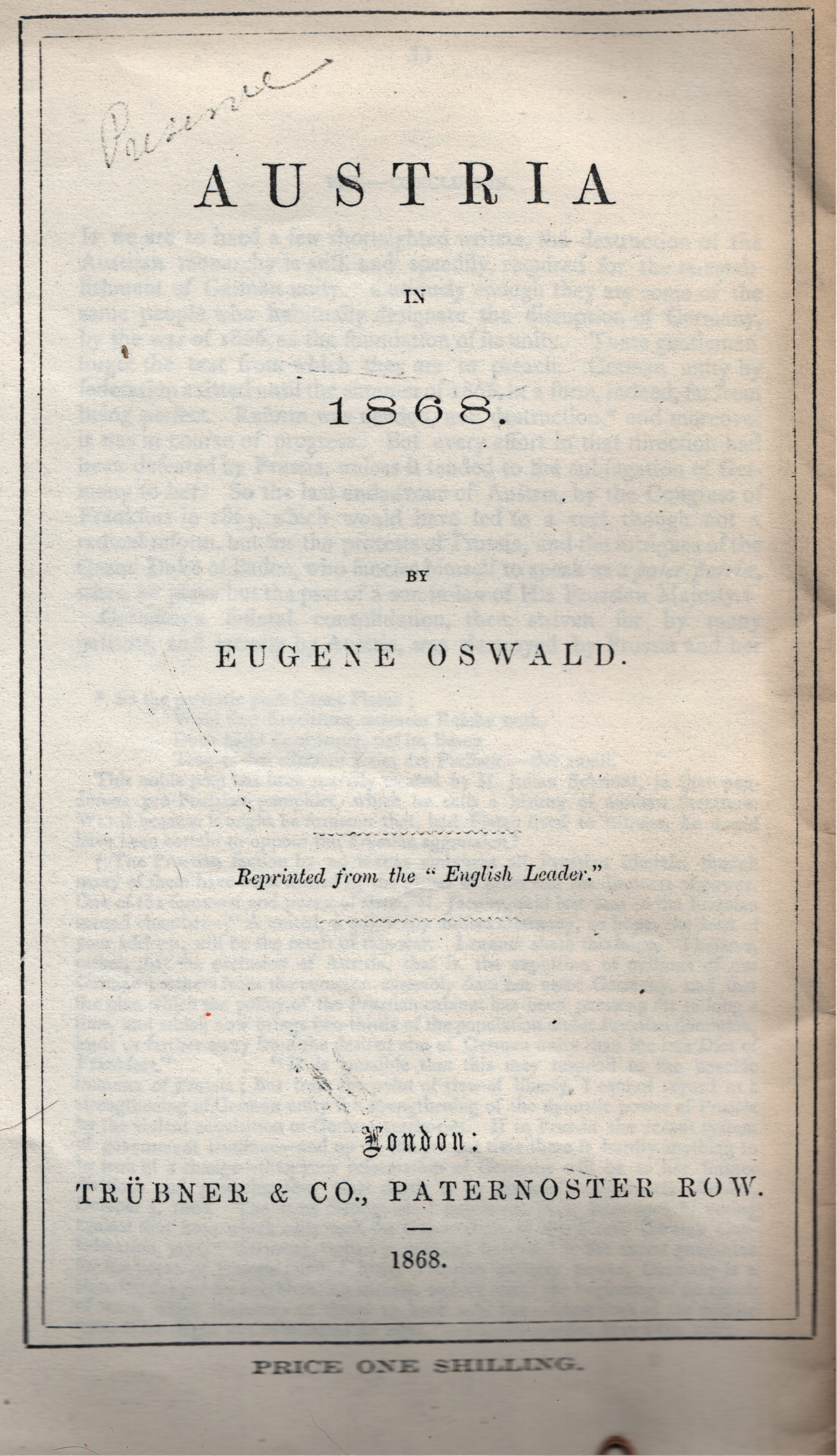
Eugene Oswald. Austria in 1868. Reprinted from the „English Leader“. Trübner & Co., London 1868.

- L’insurrection badoise dans ses rapports avec la révolution allemande. In: La Liberté de penser. Revue démocratique. No. 30. 15 May 1850, S. 565–581 and No. 33. 15. August 1850. S. 225–248.
- Études sur la Russie. La commune ruale, avenir de la Russie. In: La Liberté de penser. Revue démocratique. No. 40 and 43. Paris 1851.[33]
- Gefängnisbetrachtungen über Frankreich. New York 1852.
- The Sphere and Duties of Government. Translated from the German of Baron Wilhelm von Humboldt by Joseph Coulthard. John Chapman, London 1854. Digitalisat[34]
- A German reading book, with notes. George Routledge, London 1857. Digitalisat
- Ueber Ossian. In: Archiv für das Studium der neueren Sprachen und Literaturen. Hrsg. von Ludwig Herrig. Georg Westmann, Braunschweig 1857, S. 45–80 Digitalisat und S. 296–402.
- Austria in 1868. Reprinted from the „English Leader“. Trübner & Co., London 1868.
- Early German courtesy-books. An account of The Italian guest by Thomasin von Zirclaria. In: Early English Text Society Extra ser. No. 8. Nicolaus Trübner in Commision, London 1869. Digitalisat
- Karl Bürkli: Direct Legislation by the People, versus representative Government, translated from the original Swiss Pamphlets by Eugene Oswald. Cherry & Fletcher, London 1869.
- Ch. Cassal, Eug. Oswald: To the People of France and of Germany. London 1870.[35][36] Flugblatt
- Ch. Cassal, Eug. Oswald: Peuple Alleman! London 1870. Flugblatt
- Ch. Cassal, Eug. Oswald: An das französische Volk!! London 1870. Flugblatt
- A. M. Thiers, en mission extraordinaire, dans les intérêts de la paix, près la Cour de St. James. (Quatrième édition.). London 1870. Flugblatt
- German Poetry for schools, and the home circle. With English notes, etc. Selected and arranged by Eugene Oswald. T. J. Allman, London 1870.
- To the chairman of the council of the Working Men’s College. 1873. Digitalisat
- Walter Savage Landor: Männer und Frauen des Wortes und der That, im Gespräch zusammengeführt. Auswahl und Uebersetzung aus den Imagenery Conversations of literary Men and Statesmen durch Eugen Oswald von Heidelberg. Ferdinand Schöningh, Paderborn 1878.[37]
- Hamlet und kein Ende. Zur Geschichte des Hamlet-Dramas. In: Das Magazin für die Literatur des In und Auslandes. 1881.
- Thomas Carlyle. Ein Lebensbild und Goldkörner aus seinen Werken. Dargestellt, ausgewählt, übertragen durch Eugen Oswald. W. Friedrich, Leipzig 1882.[38][39]
- Englische Litteratur 1881–1882. In: Meyer’s Konversations-Lexikon. Eine Encyklopädie des Allgemeinen Wissens. Dritte gänzlich umgearb. Auflage, Neunzehnter Band. Jahres–Supplement 1881–1882, Leipzig 1882, S. 274–278.
- Der Positivismus in England. (Aus dem Aprilheft 1884 von „Auf der Höhe“). Leipzig 1884.[40]
- Nora und was aus dem Puppenheim ward. Nach dem Englischen des Walter Besant von Eugen Oswald. Kloß, Hamburg 1891.
- Chamisso. Life poems Faust Schlemihl. In: Publications of the English Goethe Society. Vol. 7.1893, S. 108–143.
- The Browning Birthday Book. With an introduction by Eugene Oswald. M. Ward & Co., London 1897.
- Goethe in England and America. Biography. David Nutt, London 1899. (=Publications of the English Goethe Society Vol. 8)
  - Goethe in England and America. Biography. Ed. by Ella and Lina Oswald. Alexander Moring, London 1909. (=Publications of the English Goethe Society Vol. 10)
- Goethe commemoration. Edited by Eugene Oswald. London 1900. (=Publications of the English Goethe Society. Vol. 9)
- The legend of fair Helen as told by Homer, Goethe and others. A study. John Murray, London 1905. Digitalisat
- Thomas Carlyle, noch einmal. (Sonderdruck aus Archiv für das Studium der neueren Sprachen und Literaturen). Georg Westermann, Braunschweig 1904.
- Land und Leute in England. Zusammengestellt von Carl Neubert. Neubearbeitet durch Eugen Oswald. 3. bearbeitete Ed. Langenscheidtsche Verlagsbuchhandlung, Berlin-Schöneberg 1906. (=Methode Toussaint. Langenscheidt Sachwörterbücher)
- Reminiscences of a busy life. With Illustrations. Alexander Moring, London 1911.